# 7 Days
"7 Days" é o segundo single de Craig David do álbum Born to Do It. Bateu o número um na UK Singles Chart e número dez na Billboard Hot 100. "7 Days" é o maior sucesso no mundo inteiro de David até à data e recebeu uma venda de ouro no Reino Unido. A canção foi nomeada para um Grammy em 2003. A canção foi a mais vendida em 2000, no Reino Unido.

## Vídeo Musical
O vídeo musical foi dirigido por Max & Dania.

## Faixas
Reino Unido CD1
| N.º | Título                     | Duração |  |
| 1.  | "7 Days" (edição da rádio) | 3:55    |  |
| 2.  | "Stop Messing Around"      |         |  |
| 3.  | "Fill Me In" (acústico)    |         |  |
| 4.  | "7 Days" (vídeo)           | 3:55    |  |

Reino Unido CD2
| N.º | Título                                  | Participação Especial | Duração |  |
| 1.  | "7 Days" (edição da rádio)              |                       | 3:55    |  |
| 2.  | "7 Days" (edição da rádio de Full Crew) |                       |         |  |
| 3.  | "7 Days" (Remix de Sunship)             |                       |         |  |
| 4.  | "7 Days" (Remix de Full Crew)           | DMK                   |         |  |

## Letra
As letras de "7 Days", principalmente falam sobre o que David faz durante uma semana com uma garota.

## Desempenho nas Paradas
| Parada (2000)                   | Melhor posição |
| ------------------------------- | -------------- |
| Australian Singles Chart        | 4              |
| Belgian Singles Chart           | 12             |
| Dutch Singles Chart             | 7              |
| Finnish Singles Chart           | 17             |
| French Singles Chart            | 19             |
| Italian Singles Chart           | 7              |
| Irish Singles Chart             | 3              |
| New Zealand RIANZ Singles Chart | 6              |
| Norwegian Singles Chart         | 11             |
| Swedish Singles Chart           | 21             |
| Swiss Singles Chart             | 20             |
| UK Singles Chart                | 1              |
| U.S. Billboard Hot 100          | 10             |
| U.S. Hot R&B/Hip-Hop Songs      | 52             |